# جستن مولدر
جستن مولدر (بالهولندية: Justin Mulder)‏ (ولد في 27 سبتمبر 1996) هو لاعب كرة قدم هولندي، يلعب مع نادي أي سي في أسين.
ظهر لأول مرة في بطولة الدور الهولندي لكرة القدم الدرجة الثانية لصالح نادي إيمن في 25 أبريل 2014 في مباراة ضد نادي فورتونا سيتارد.

## روابط خارجية
- جستن مولدر على موقع قاعدة بيانات كرة القدم.إي يو (الإنجليزية)
- جستن مولدر على موقع Soccerway.com (الإنجليزية)
- جستن مولدر على موقع عالم كرة القدم.نت (الإنجليزية)